# Sigma Aquilae
Sigma Aquilae (σ Aquilae förkortat Sigma Aql, σ Aql), som är stjärnans Bayer-beteckning, är en dubbelstjärna i den mellersta delen av stjärnbilden Örnen. Den har en kombinerad skenbar magnitud på +5,17 och är synlig för blotta ögat där ljusföroreningar ej förekommer. Baserat på parallaxmätningar i Hipparcos-uppdraget på 4,2 mas beräknas den befinna sig på ca 780 ljusårs (240 parsek) avstånd från solen.

## Egenskaper
Primärstjärnan Sigma Aquilae A är en blå till vit stjärna i huvudserien av spektralklass B3 V Den har en massa som är ca 6,8 gånger större än solens och en radie som är ca 4,2 gånger solens. Den utsänder ca 1 860 gånger mera energi än solen från dess fotosfär vid en effektiv temperatur på ca 18 500 K.
Sigma Aquilae är en dubbelsidig spektroskopisk dubbelstjärna bestående av två massiva stjärnor i huvudserien av spektralklass B3 V. De utgör en förmörkelsevariabel av Beta Lyrae-typ (EB/SD), Stjärnan har skenbar magnitud +5,17 och varierar i amplitud med 0,2 magnituder och med en period av 1,95026 dygn.